# Campylopus strictisetus
Campylopus strictisetus är en bladmossart som först beskrevs av C. Müller, och fick sitt nu gällande namn av Brotherus 1901. Campylopus strictisetus ingår i släktet nervmossor, och familjen Dicranaceae. Inga underarter finns listade i Catalogue of Life.